# Collegio elettorale di Genova I (Senato della Repubblica)
Il collegio di Genova I fu un collegio elettorale uninominale della Repubblica Italiana appartenente alla circoscrizione Liguria; fu utilizzato per eleggere un senatore della Repubblica dalla I alla XI legislatura.

## Storia
Il collegio venne creato nel 1948 secondo la legge n. 29 del 6 febbraio 1948 la quale, pur basandosi sull'impianto proporzionale in vigore per la Camera, rispetto a quest'ultima conteneva alcuni piccoli correttivi in senso maggioritario. Tale legge ebbe il suo definitivo perfezionamento col Testo Unico n°361 del 1957. Differentemente dalla Camera, la legge elettorale del Senato si articolava su base regionale, seguendo il dettato costituzionale (art.57). Ogni Regione era suddivisa in tanti collegi uninominali quanti erano i seggi ad essa assegnati. All'interno di ciascun collegio, veniva eletto il candidato che avesse raggiunto il quorum del 65% delle preferenze: tale soglia, oggettivamente di difficilissimo conseguimento, tradiva l'impianto proporzionale su cui era concepito anche il sistema elettorale della Camera Alta. Qualora, come normalmente avveniva, nessun candidato avesse conseguito l'elezione, i voti di tutti i candidati venivano raggruppati in liste di partito a livello regionale, dove i seggi venivano allocati utilizzando il metodo D'Hondt delle maggiori medie statistiche e quindi, all'interno di ciascuna lista, venivano dichiarati eletti i candidati con le migliori percentuali di preferenza.
Il collegio di Genova I venne abolito nel 1993, con la cosiddetta Legge Mattarella (Legge n. 276, Norme per l'elezione del Senato della Repubblica), attuata in seguito al referendum abrogativo del 1993, quando venne istituito per la Camera dei deputati e per il Senato della Repubblica un sistema di elezione misto, in parte maggioritario e in parte proporzionale. Il 75% dei parlamentari dell'assemblea veniva eletto in collegi uninominali tramite sistema maggioritario a turno unico; il restante 25% al Senato veniva eletto tramite recupero proporzionale dei più votati non eletti attraverso un meccanismo di calcolo denominato "scorporo", cioè sottraendo dal conteggio dei voti totali di una lista nella parte proporzionale i voti ottenuti dai candidati collegati alla medesima lista che erano eletti nei collegi uninominali con il sistema maggioritario.

## Territorio
Il collegio di Genova I era uno degli 8 collegi uninominali in cui era suddivisa la Liguria; era interamente compreso nelle provincia di Genova e comprendeva i seguenti comuni: Arenzano, Campo Ligure, Cogoleto, parte del comune di Genova (in particolare i quartieri di Voltri, Pegli, Pra', Borzoli, Sestri Ponente, Cornigliano e Sampierdarena), Masone, Mele, Rossiglione e Tiglieto.

## Dati elettorali

### I legislatura
|                                                                                | Antonio Negro ✔️ Eletto | Fronte Democratico Popolare                      | 67 148  | 55,49 |  |  |  |  |  |
|                                                                                | Mario Messina           | Democrazia Cristiana                             | 41 065  | 33,93 |  |  |  |  |  |
|                                                                                | Vittorio Acquarone      | Unità Socialista - Partito Repubblicano Italiano | 11 663  | 9,64  |  |  |  |  |  |
|                                                                                | Camillo Foltzer         | Blocco Nazionale                                 | 1 136   | 0,94  |  |  |  |  |  |
| Totale                                                                         | Totale                  | Totale                                           | 121 012 | 100   |  |  |  |  |  |
|                                                                                |                         |                                                  |         |       |  |  |  |  |  |
| Voti non validi                                                                | Voti non validi         | Voti non validi                                  | 3 950   | 3,16  |  |  |  |  |  |
| Votanti                                                                        | Votanti                 | Votanti                                          | 124 962 | 91,63 |  |  |  |  |  |
| Elettori                                                                       | Elettori                | Elettori                                         | 136 377 |       |  |  |  |  |  |
|                                                                                |                         |                                                  |         |       |  |  |  |  |  |
| Nota: quorum del 65% non raggiunto; ripartizione dei seggi a livello regionale |                         |                                                  |         |       |  |  |  |  |  |
| Data: 18 aprile 1948                                                           |                         |                                                  |         |       |  |  |  |  |  |
| Fonte: Ministero dell'interno                                                  |                         |                                                  |         |       |  |  |  |  |  |

### II legislatura
|                                                                                | Umberto Terracini ✔️ Eletto | Partito Comunista Italiano              | 47 172  | 36,36 |  |  |  |  |  |
|                                                                                | Erminio Carlo Moreno        | Democrazia Cristiana                    | 40 019  | 30,85 |  |  |  |  |  |
|                                                                                | Gaetano Barbareschi         | Partito Socialista Italiano             | 25 096  | 19,34 |  |  |  |  |  |
|                                                                                | Giuseppe Saragat            | Partito Socialista Democratico Italiano | 7 859   | 6,06  |  |  |  |  |  |
|                                                                                | Giuseppe De André           | PLI - PRI                               | 3 897   | 3,00  |  |  |  |  |  |
|                                                                                | Carlo Borrini               | Movimento Sociale Italiano              | 2 811   | 2,17  |  |  |  |  |  |
|                                                                                | Vittorio D'Aste             | Partito Nazionale Monarchico            | 1 485   | 1,14  |  |  |  |  |  |
|                                                                                | Antonio Spina               | Unità Popolare                          | 890     | 0,69  |  |  |  |  |  |
|                                                                                | Vittorio Leale              | Alleanza Democratica Nazionale          | 510     | 0,39  |  |  |  |  |  |
| Totale                                                                         | Totale                      | Totale                                  | 129 739 | 100   |  |  |  |  |  |
|                                                                                |                             |                                         |         |       |  |  |  |  |  |
| Voti non validi                                                                | Voti non validi             | Voti non validi                         | 4 143   | 3,09  |  |  |  |  |  |
| Votanti                                                                        | Votanti                     | Votanti                                 | 133 882 | 94,77 |  |  |  |  |  |
| Elettori                                                                       | Elettori                    | Elettori                                | 141 271 |       |  |  |  |  |  |
|                                                                                |                             |                                         |         |       |  |  |  |  |  |
| Nota: quorum del 65% non raggiunto; ripartizione dei seggi a livello regionale |                             |                                         |         |       |  |  |  |  |  |
| Data: 7 giugno 1953                                                            |                             |                                         |         |       |  |  |  |  |  |
| Fonte: Ministero dell'interno                                                  |                             |                                         |         |       |  |  |  |  |  |

### III legislatura
|                                                                                | Agostino Novella ✔️ Eletto | Partito Comunista Italiano              | 46 293  | 32,92 |  |  |  |  |  |
|                                                                                | Rodolfo Pastine            | Democrazia Cristiana                    | 44 970  | 31,98 |  |  |  |  |  |
|                                                                                | Gaetano Barbareschi        | Partito Socialista Italiano             | 29 717  | 21,14 |  |  |  |  |  |
|                                                                                | Aldo Ramella               | Partito Socialista Democratico Italiano | 8 781   | 6,25  |  |  |  |  |  |
|                                                                                | Antonio Bennardello        | Movimento Sociale Italiano              | 4 094   | 2,91  |  |  |  |  |  |
|                                                                                | Giovanni Briasco           | Partito Liberale Italiano               | 2 795   | 1,99  |  |  |  |  |  |
|                                                                                | Teofilo Mariano Biancheri  | PRI - Partito Radicale                  | 2 640   | 1,88  |  |  |  |  |  |
|                                                                                | Alfredo Panaro             | Partito Nazionale Monarchico            | 1 312   | 0,93  |  |  |  |  |  |
| Totale                                                                         | Totale                     | Totale                                  | 140 602 | 100   |  |  |  |  |  |
|                                                                                |                            |                                         |         |       |  |  |  |  |  |
| Voti non validi                                                                | Voti non validi            | Voti non validi                         | 5 725   | 3,91  |  |  |  |  |  |
| Votanti                                                                        | Votanti                    | Votanti                                 | 146 327 | 95,37 |  |  |  |  |  |
| Elettori                                                                       | Elettori                   | Elettori                                | 153 438 |       |  |  |  |  |  |
|                                                                                |                            |                                         |         |       |  |  |  |  |  |
| Nota: quorum del 65% non raggiunto; ripartizione dei seggi a livello regionale |                            |                                         |         |       |  |  |  |  |  |
| Data: 25 maggio 1958                                                           |                            |                                         |         |       |  |  |  |  |  |
| Fonte: Ministero dell'interno                                                  |                            |                                         |         |       |  |  |  |  |  |

### IV legislatura
|                                                                                | Gelasio Adamoli ✔️ Eletto | Partito Comunista Italiano              | 58 471  | 38,19 |  |  |  |  |  |
|                                                                                | I. Maggio                 | Democrazia Cristiana                    | 40 298  | 26,32 |  |  |  |  |  |
|                                                                                | Gaetano Barbareschi       | Partito Socialista Italiano             | 27 161  | 17,74 |  |  |  |  |  |
|                                                                                | F. Bellentani             | Partito Socialista Democratico Italiano | 11 106  | 7,25  |  |  |  |  |  |
|                                                                                | O. Botto                  | Partito Liberale Italiano               | 8 989   | 5,87  |  |  |  |  |  |
|                                                                                | C. Colbertaldo            | MSI - PDIUM                             | 4 926   | 3,22  |  |  |  |  |  |
|                                                                                | G. Lolli Ghetti           | Partito Repubblicano Italiano           | 2 152   | 1,41  |  |  |  |  |  |
| Totale                                                                         | Totale                    | Totale                                  | 153 103 | 100   |  |  |  |  |  |
|                                                                                |                           |                                         |         |       |  |  |  |  |  |
| Voti non validi                                                                | Voti non validi           | Voti non validi                         | 6 814   | 4,26  |  |  |  |  |  |
| Votanti                                                                        | Votanti                   | Votanti                                 | 159 917 | 94,69 |  |  |  |  |  |
| Elettori                                                                       | Elettori                  | Elettori                                | 168 881 |       |  |  |  |  |  |
|                                                                                |                           |                                         |         |       |  |  |  |  |  |
| Nota: quorum del 65% non raggiunto; ripartizione dei seggi a livello regionale |                           |                                         |         |       |  |  |  |  |  |
| Data: 28 aprile 1963                                                           |                           |                                         |         |       |  |  |  |  |  |
| Fonte: Ministero dell'interno                                                  |                           |                                         |         |       |  |  |  |  |  |

### V legislatura
|                                                                                | Gelasio Adamoli ✔️ Eletto | PCI - PSIUP                   | 72 076  | 45,32 |  |  |  |  |  |
|                                                                                | R. Gallino                | Democrazia Cristiana          | 42 822  | 26,92 |  |  |  |  |  |
|                                                                                | Francesco Fossa ✔️ Eletto | PSI-PSDI Unificati            | 27 381  | 17,22 |  |  |  |  |  |
|                                                                                | Luigi Durand de la Penne  | Partito Liberale Italiano     | 10 503  | 6,60  |  |  |  |  |  |
|                                                                                | S. Ciaramidaro            | Movimento Sociale Italiano    | 3 755   | 2,36  |  |  |  |  |  |
|                                                                                | R. Mereta                 | Partito Repubblicano Italiano | 2 509   | 1,58  |  |  |  |  |  |
| Totale                                                                         | Totale                    | Totale                        | 159 046 | 100   |  |  |  |  |  |
|                                                                                |                           |                               |         |       |  |  |  |  |  |
| Voti non validi                                                                | Voti non validi           | Voti non validi               | 8 590   | 5,12  |  |  |  |  |  |
| Votanti                                                                        | Votanti                   | Votanti                       | 167 636 | 94,23 |  |  |  |  |  |
| Elettori                                                                       | Elettori                  | Elettori                      | 177 893 |       |  |  |  |  |  |
|                                                                                |                           |                               |         |       |  |  |  |  |  |
| Nota: quorum del 65% non raggiunto; ripartizione dei seggi a livello regionale |                           |                               |         |       |  |  |  |  |  |
| Data: 19 maggio 1968                                                           |                           |                               |         |       |  |  |  |  |  |
| Fonte: Ministero dell'interno                                                  |                           |                               |         |       |  |  |  |  |  |

### VI legislatura
|                                                                                | Gelasio Adamoli ✔️ Eletto | PCI - PSIUP                             | 71 853  | 43,79 |  |  |  |  |  |
|                                                                                | T. Germinale              | Democrazia Cristiana                    | 44 637  | 27,20 |  |  |  |  |  |
|                                                                                | Francesco Fossa           | Partito Socialista Italiano             | 20 502  | 12,49 |  |  |  |  |  |
|                                                                                | G. Merlo                  | Partito Socialista Democratico Italiano | 8 017   | 4,89  |  |  |  |  |  |
|                                                                                | Andemaro Invrea           | Movimento Sociale Italiano              | 7 118   | 4,34  |  |  |  |  |  |
|                                                                                | F. Perri                  | Partito Liberale Italiano               | 6 518   | 3,97  |  |  |  |  |  |
|                                                                                | Ugo La Malfa              | Partito Repubblicano Italiano           | 5 443   | 3,32  |  |  |  |  |  |
| Totale                                                                         | Totale                    | Totale                                  | 164 088 | 100   |  |  |  |  |  |
|                                                                                |                           |                                         |         |       |  |  |  |  |  |
| Voti non validi                                                                | Voti non validi           | Voti non validi                         | 6 207   | 3,64  |  |  |  |  |  |
| Votanti                                                                        | Votanti                   | Votanti                                 | 170 295 | 94,86 |  |  |  |  |  |
| Elettori                                                                       | Elettori                  | Elettori                                | 179 519 |       |  |  |  |  |  |
|                                                                                |                           |                                         |         |       |  |  |  |  |  |
| Nota: quorum del 65% non raggiunto; ripartizione dei seggi a livello regionale |                           |                                         |         |       |  |  |  |  |  |
| Data: 7 maggio 1972                                                            |                           |                                         |         |       |  |  |  |  |  |
| Fonte: Ministero dell'interno                                                  |                           |                                         |         |       |  |  |  |  |  |

### VII legislatura
|                                                                                | Ettore Benassi ✔️ Eletto     | Partito Comunista Italiano  | 81 011  | 49,29 |  |  |  |  |  |
|                                                                                | Augusto Pedullà              | Democrazia Cristiana        | 44 707  | 27,20 |  |  |  |  |  |
|                                                                                | Giovanni Casalino            | Partito Socialista Italiano | 21 695  | 13,20 |  |  |  |  |  |
|                                                                                | Francesco Giuseppe Sommariva | PLI - PRI - PSDI            | 9 556   | 5,81  |  |  |  |  |  |
|                                                                                | Andemaro Invrea              | Movimento Sociale Italiano  | 4 954   | 3,01  |  |  |  |  |  |
|                                                                                | Marco Pannella               | Partito Radicale            | 2 438   | 1,48  |  |  |  |  |  |
| Totale                                                                         | Totale                       | Totale                      | 164 361 | 100   |  |  |  |  |  |
|                                                                                |                              |                             |         |       |  |  |  |  |  |
| Voti non validi                                                                | Voti non validi              | Voti non validi             | 5 129   | 3,03  |  |  |  |  |  |
| Votanti                                                                        | Votanti                      | Votanti                     | 169 490 | 94,96 |  |  |  |  |  |
| Elettori                                                                       | Elettori                     | Elettori                    | 178 488 |       |  |  |  |  |  |
|                                                                                |                              |                             |         |       |  |  |  |  |  |
| Nota: quorum del 65% non raggiunto; ripartizione dei seggi a livello regionale |                              |                             |         |       |  |  |  |  |  |
| Data: 20 giugno 1976                                                           |                              |                             |         |       |  |  |  |  |  |
| Fonte: Ministero dell'interno                                                  |                              |                             |         |       |  |  |  |  |  |

### VIII legislatura
|                                                                                | Ettore Benassi ✔️ Eletto | Partito Comunista Italiano                   | 74 032  | 46,46 |  |  |  |  |  |
|                                                                                | G. Bertoni               | Democrazia Cristiana                         | 42 624  | 26,75 |  |  |  |  |  |
|                                                                                | Francesco Fossa          | Partito Socialista Italiano                  | 18 605  | 11,68 |  |  |  |  |  |
|                                                                                | S. Oberti                | Partito Radicale                             | 6 038   | 3,79  |  |  |  |  |  |
|                                                                                | P. G. Daneri             | Partito Repubblicano Italiano                | 5 566   | 3,49  |  |  |  |  |  |
|                                                                                | I. Lapi                  | Partito Socialista Democratico Italiano      | 5 058   | 3,17  |  |  |  |  |  |
|                                                                                | Giorgio Repetto          | Movimento Sociale Italiano                   | 3 970   | 2,49  |  |  |  |  |  |
|                                                                                | A. Scotto                | Partito Liberale Italiano                    | 3 040   | 1,91  |  |  |  |  |  |
|                                                                                | A. Ocello                | Costituente di Destra - Democrazia Nazionale | 400     | 0,25  |  |  |  |  |  |
| Totale                                                                         | Totale                   | Totale                                       | 159 333 | 100   |  |  |  |  |  |
|                                                                                |                          |                                              |         |       |  |  |  |  |  |
| Voti non validi                                                                | Voti non validi          | Voti non validi                              | 7 040   | 4,23  |  |  |  |  |  |
| Votanti                                                                        | Votanti                  | Votanti                                      | 166 373 | 93,40 |  |  |  |  |  |
| Elettori                                                                       | Elettori                 | Elettori                                     | 178 136 |       |  |  |  |  |  |
|                                                                                |                          |                                              |         |       |  |  |  |  |  |
| Nota: quorum del 65% non raggiunto; ripartizione dei seggi a livello regionale |                          |                                              |         |       |  |  |  |  |  |
| Data: 3 giugno 1979                                                            |                          |                                              |         |       |  |  |  |  |  |
| Fonte: Ministero dell'interno                                                  |                          |                                              |         |       |  |  |  |  |  |

### IX legislatura
|                                                                                | Lovrano Bisso ✔️ Eletto | Partito Comunista Italiano                                          | 70 796  | 47,66 |  |  |  |  |  |
|                                                                                | Gaetano Cavallaro       | Democrazia Cristiana                                                | 33 915  | 22,83 |  |  |  |  |  |
|                                                                                | Enea Francesco Carta    | Partito Socialista Italiano                                         | 15 243  | 10,26 |  |  |  |  |  |
|                                                                                | Giovanni Tarello        | Partito Repubblicano Italiano                                       | 7 791   | 5,24  |  |  |  |  |  |
|                                                                                | Claudio Canepa          | Partito Liberale Italiano - Partito Socialista Democratico Italiano | 7 186   | 4,84  |  |  |  |  |  |
|                                                                                | Giorgio Repetto         | Movimento Sociale Italiano                                          | 5 513   | 3,71  |  |  |  |  |  |
|                                                                                | Renato Andreani         | Partito Radicale                                                    | 3 850   | 2,59  |  |  |  |  |  |
|                                                                                | Giuseppe Carrubba       | Democrazia Proletaria                                               | 2 129   | 1,43  |  |  |  |  |  |
|                                                                                | Valerio Venditti        | Lista per Trieste-PPPIU                                             | 2 120   | 1,43  |  |  |  |  |  |
| Totale                                                                         | Totale                  | Totale                                                              | 148 543 | 100   |  |  |  |  |  |
|                                                                                |                         |                                                                     |         |       |  |  |  |  |  |
| Voti non validi                                                                | Voti non validi         | Voti non validi                                                     | 11 331  | 7,09  |  |  |  |  |  |
| Votanti                                                                        | Votanti                 | Votanti                                                             | 159 874 | 90,57 |  |  |  |  |  |
| Elettori                                                                       | Elettori                | Elettori                                                            | 176 513 |       |  |  |  |  |  |
|                                                                                |                         |                                                                     |         |       |  |  |  |  |  |
| Nota: quorum del 65% non raggiunto; ripartizione dei seggi a livello regionale |                         |                                                                     |         |       |  |  |  |  |  |
| Data: 26 giugno 1983                                                           |                         |                                                                     |         |       |  |  |  |  |  |
| Fonte: Ministero dell'interno                                                  |                         |                                                                     |         |       |  |  |  |  |  |

### X legislatura
|                                                                                | Lovrano Bisso ✔️ Eletto | Partito Comunista Italiano    | 66 403  | 44,53 |  |  |  |  |  |
|                                                                                | P. Di Pietro            | Democrazia Cristiana          | 35 773  | 23,99 |  |  |  |  |  |
|                                                                                | Delio Meoli             | PSI - PSDI - PR               | 21 062  | 14,13 |  |  |  |  |  |
|                                                                                | J. Virgilio             | Lista Verde                   | 6 087   | 4,08  |  |  |  |  |  |
|                                                                                | Giorgio Repetto         | Movimento Sociale Italiano    | 5 803   | 3,89  |  |  |  |  |  |
|                                                                                | C. Mignemi              | Partito Repubblicano Italiano | 5 142   | 3,45  |  |  |  |  |  |
|                                                                                | M. Bianchi              | Partito Liberale Italiano     | 3 040   | 2,04  |  |  |  |  |  |
|                                                                                | Francesco Surdich       | Democrazia Proletaria         | 2 832   | 1,90  |  |  |  |  |  |
|                                                                                | L. De Francesco         | Liga Veneta-Pensionati Uniti  | 2 528   | 1,70  |  |  |  |  |  |
|                                                                                | I. Ricciardi            | Alleanza Popolare Pensionati  | 441     | 0,30  |  |  |  |  |  |
| Totale                                                                         | Totale                  | Totale                        | 149 111 | 100   |  |  |  |  |  |
|                                                                                |                         |                               |         |       |  |  |  |  |  |
| Voti non validi                                                                | Voti non validi         | Voti non validi               | 8 779   | 5,56  |  |  |  |  |  |
| Votanti                                                                        | Votanti                 | Votanti                       | 157 890 | 89,55 |  |  |  |  |  |
| Elettori                                                                       | Elettori                | Elettori                      | 176 317 |       |  |  |  |  |  |
|                                                                                |                         |                               |         |       |  |  |  |  |  |
| Nota: quorum del 65% non raggiunto; ripartizione dei seggi a livello regionale |                         |                               |         |       |  |  |  |  |  |
| Data: 14 giugno 1987                                                           |                         |                               |         |       |  |  |  |  |  |
| Fonte: Ministero dell'interno                                                  |                         |                               |         |       |  |  |  |  |  |

### XI legislatura
|                                                                                | Carlo Rognoni ✔️ Eletto       | Partito Democratico della Sinistra      | 40 841  | 27,84 |  |  |  |  |  |
|                                                                                | Paolo Aiachini                | Democrazia Cristiana                    | 25 448  | 17,34 |  |  |  |  |  |
|                                                                                | Guido Grillo                  | Partito Socialista Italiano             | 17 174  | 11,71 |  |  |  |  |  |
|                                                                                | Gabriella Alchieri            | Lega Lombarda                           | 16 805  | 11,45 |  |  |  |  |  |
|                                                                                | Giuliano Boffardi             | Partito della Rifondazione Comunista    | 14 390  | 9,81  |  |  |  |  |  |
|                                                                                | Riccardo Garrone              | Partito Repubblicano Italiano           | 8 575   | 5,84  |  |  |  |  |  |
|                                                                                | Angelo Guarnieri              | Federazione dei Verdi                   | 5 879   | 4,01  |  |  |  |  |  |
|                                                                                | Terzilio Guido Trabalzini     | Movimento Sociale Italiano              | 4 929   | 3,36  |  |  |  |  |  |
|                                                                                | Maria Ester Aghina            | Partito Liberale Italiano               | 2 939   | 2,00  |  |  |  |  |  |
|                                                                                | Carla Albonico                | Partito Pensionati                      | 2 821   | 1,92  |  |  |  |  |  |
|                                                                                | Giovanni Marabotti            | La Lega Casalinghe-Pensionati           | 1 802   | 1,23  |  |  |  |  |  |
|                                                                                | Arturo Fiale                  | Partito Socialista Democratico Italiano | 1 658   | 1,13  |  |  |  |  |  |
|                                                                                | Angelo Viveri                 | Sì Referendum                           | 1 574   | 1,07  |  |  |  |  |  |
|                                                                                | Michele Torrente              | Caccia Pesca Ambiente                   | 1 441   | 0,98  |  |  |  |  |  |
|                                                                                | Riccardo Roemer De Rabenstein | Federalismo - Pensionati Uomini Vivi    | 443     | 0,30  |  |  |  |  |  |
| Totale                                                                         | Totale                        | Totale                                  | 146 719 | 100   |  |  |  |  |  |
|                                                                                |                               |                                         |         |       |  |  |  |  |  |
| Voti non validi                                                                | Voti non validi               | Voti non validi                         | 7 707   | 4,99  |  |  |  |  |  |
| Votanti                                                                        | Votanti                       | Votanti                                 | 154 426 | 87,80 |  |  |  |  |  |
| Elettori                                                                       | Elettori                      | Elettori                                | 175 875 |       |  |  |  |  |  |
|                                                                                |                               |                                         |         |       |  |  |  |  |  |
| Nota: quorum del 65% non raggiunto; ripartizione dei seggi a livello regionale |                               |                                         |         |       |  |  |  |  |  |
| Data: 5 aprile 1992                                                            |                               |                                         |         |       |  |  |  |  |  |
| Fonte: Ministero dell'interno                                                  |                               |                                         |         |       |  |  |  |  |  |